# Música absoluta
Entre todas las  artes,  la  música  ha  tenido  una  relación  particular  y  problemática  con  su exterior, es decir, con aquello que existe por fuera de la música. En ese contexto, se considera música absoluta, música pura o música abstracta a todas aquellas obras musicales instrumentales que no contienen ningún elemento extra musical, es decir, que no contienen relación con ningún texto, imagen ni cualquier otro tipo de arte. Dentro de la música absoluta o pura es aquella música instrumental, desprovista de toda relación con la poesía, una acción teatral, una idea, una imagen, etcétera. Una sonata, una sinfonía, un concierto, una fuga, etcétera, son entonces teóricamente formas de música pura.
La música está entonces en tensión con el concepto, con el lenguaje entendido como código organizador de la realidad. Esta tensión está presente ya en la voz, ya que la misma es capaz de articular tanto la palabra como la melodía, siendo la voz hablada la depositaria de esa imagen acústica del signo lingüístico. 
La calidad de la música absoluta vendrá determinada por la calidad de la idea musical y el ingenio a la hora de desarrollar dicho material temático. En las obras que contienen referencias a elementos extramusicales predisponen al oyente, mientras que en este caso cada oyente tendrá una percepción distinta (podrá imaginarse situaciones diferentes) y le dará su propio significado.
Este concepto se opone al de música programática. La cantata, la canción, el lied, la ópera, el oratorio, la misa, entre otras, son expresiones formales necesariamente determinados por un texto: por tanto generan significados e ideas fuera del lenguaje musical, toda la música vocal por ende es música programática. De la misma forma, toda la música para la danza o el teatro — ballet, comedia musical, música para teatro, ópera, etc. — y toda la música descriptiva — poema sinfónico, entre otras —, están relacionados con la música programática y gramatical.
Eduard Hanslick fue uno de los primeros en utilizar el término de música absoluta, y de los mayores detractores de la llamada música programática. En su ensayo estético “De lo bello en la música”, publicado en 1854; escribe acerca del examen filosófico al cual se someten las artes en la búsqueda de su materia o contenido; siendo asignada como materia de la música, una gama de sentimientos humanos a representar. Ante esta idea, Hanslick explica que la representación de un sentimiento o afecto determinados, no está comprendida en las posibilidades propias de la música, ya que los mismos dependen de premisas fisiológicas y patológicas. Un sentimiento determinado nunca existe como tal sin un contenido real, histórico, los cuales sólo pueden exponerse mediante conceptos. Pero la música no puede reproducir conceptos, y, por lo tanto, se puede deducir que tampoco puede expresar sentimientos determinados.
La música puede, en cambio, representar la dinámica de los sentimientos, siendo el movimiento aquello de lo que se apropia más eficazmente, comprendiendo como movimiento también el crecimiento o decrecimiento de los sonidos. El resto de lo que podría representar la música es simbólico y sujeto a la interpretación.  
Para Hanslick, cuando se examina alguna condición general de la música, algo que caracterice su esencia y naturaleza, sólo puede ser cuestión de música instrumental; la única considerada arte pura, absoluta de la música. Según su criterio, en una composición vocal nunca puede aislarse el efecto de los sonidos tan exactamente del de las palabras, la acción y los decorados como para que fuera posible separar estrictamente la parte que corresponde a las distintas artes. Rechaza incluso trozos musicales con encabezamientos o programas. 
La música puede representar únicamente contenido estético a través de la estructura formal, idea que posteriormente se tomó como “formalismo” en el siglo XX. Si la temporalidad y el dinamismo son los principios objetivos de la música, en cada obra éstos se presentan en la forma, es decir en la estructura temporal de la pieza de música. 
Ese principio objetivo está en tensión con la libertad individual, sobre todo en el Romanticismo, (época de auge de la música programática), porque el principio objetivo es condicionante de la determinación individual.  Según Theodor Adorno, ambos principios (el objetivo y el subjetivo) están presentes en la obra musical: el primero, en la forma, y el segundo en el “sujeto” o “individuo” musical. Si la obra de arte logra mantener su autonomía, dichos elementos no representan mecánicamente a sus principios correspondientes, sino que son análogos, paralelos a ellos. 
Sin embargo, los límites entre la música pura y la música programática no son fáciles de determinar. Por ejemplo, Las cuatro estaciones de Vivaldi están constituidas por un ciclo de cuatro concertos, pero no pueden considerarse como música absoluta, dado que contienen numerosos elementos descriptivos.